# 이이다 리쿠토
이이다 리쿠토(일본어: 飯田 陸斗, 2005년 8월 19일~)는 일본의 축구 선수이다.

## 구단 경력
그는 2024년 J1리그의 교토 상가 FC에 입단했다. 8월 J3리그의 나라 클럽로 임대 이적했다. 2025년 교토 상가 FC로 복귀했다.